# Korps-Abteilung B
Die Korps-Abteilung B war einer von mehreren provisorischen Großverbänden der deutschen Wehrmacht in Divisionsgröße, welche in den Jahren 1943 und 1944 aufgestellt wurden.

## Geschichte
Die Korps-Abteilung B wurde am 2. November 1943 bei der Heeresgruppe Süd durch den Wehrkreis XII mit Ersatzgestellung durch Mannheim als Division neuer Art aufgestellt. Hierfür wurden die Reste der 112., der 255. und Teile der 332. Infanterie-Division herangezogen. Der Stab war der ehemalige Stab der 112. Infanterie-Division. Die unterstellten Regimenter und Bataillone behielten ihre ursprünglichen Bezeichnungen.
Bei der Aufstellung wurde die Infanterie der 332. Infanterie-Division nicht herangezogen.
Die Korps-Abteilung B kämpfte in der Dnepr-Karpaten-Operation und kam in den Kessel bei Tscherkassy. Im Februar 1944 konnte die Korps-Abteilung B hieraus mit großen Verlusten durch die Hilfe der Entsatzkräfte der 1. Panzerarmee entkommen. Anschließend wurde sie mit Befehlen von Anfang März 1944 zur Auffüllung der 57. und 88. Infanterie-Division verwendet. Dabei wurde die Divisionsgruppe 112 das Grenadier-Regiment 110 bei der 88. Infanterie-Division. Die I. und III./Artillerie-Regiment 86 bildete die I. und III./Artillerie-Regiment 157 bei der 57. Infanterie-Division. Das 3./Pionier-Bataillon 112 kam auch zur 57. Infanterie-Division.
Der Stab und die Nachrichten-Abteilung 112 bildeten ab 25. Mai 1944 ein Teil des neu aufgestellten I. Kavallerie-Korps.

## Gliederung
- Kommando der Korps-Abteilung B
- Divisionsgruppe 112 aus Stab des Grenadier-Regiments 258, Regimentsgruppe 110 (III./110) und 258 (II./258)
- Divisionsgruppe 255 (aus der aufgelösten 255. Infanterie-Division) aus Stab des Grenadier-Regiments 465, Regimentsgruppe 465 (I./465) und 475 (III./465) unter Oberstleutnant Christian Sonntag
- Divisionsgruppe 332 aus Stab des Grenadier-Regiments 475 (255. Infanterie-Division), Regimentsgruppe 667 (I./475) und 678 (II./475)
- Divisions-Füsilier-Bataillon 112 (mit Teilen der Aufklärungs-Abteilung 255 und 332)
- Panzerjagd-Abteilung 112 (mit Teilen der Panzerjagd-Abteilung 255)
- Artillerie-Regiment 86 I.–IV. (von der 86. Infanterie-Division mit III./332)
- Pionier-Bataillon 112
- Nachrichten-Abteilung 112
- Feldersatz-Bataillon 112
- Nachschubtruppen 112 (mit Teilen aus der 255. und 332. Infanterie-Division)

## Kommandeure
- Generalleutnant Theobald Lieb: von der Aufstellung bis März 1944
- Oberst Hans-Joachim Fouquet: im Februar 1944 mit der Führung beauftragt (†)